# سامورایی در برلین
سامورایی در برلین فیلمی در ژانر کمدی به کارگردانی و نویسندگی مهدی نادری و تهیه‌کنندگی ابوالفضل صفاری محصول سال ۱۳۹۷ است.
این فیلم در تاریخ ۱۸ اردیبهشت ۱۳۹۸ در سینماهای ایران اکران شد.

## خلاصه داستان
سه فرد (حمید فرخ‌نژاد، میرطاهر مظلومی و امیرمهدی ژوله) که کارشان زنده کردن چک و مسائلی از این دست می‌باشد، برای یک مورد کاری دربارهٔ سند زمین به برلین می‌روند و…

## بازیگران
| بازیگران          | نقش            | توضیحات                                     |
| ----------------- | -------------- | ------------------------------------------- |
| حمید فرخ‌نژاد      | جمشید سامورایی | شَرخَر                                        |
| امیرمهدی ژوله     | فری نردبون     | شَرخَر                                        |
| میرطاهر مظلومی    | مهدی کوچولو    | شَرخَر                                        |
| هومن حاجی‌عبداللهی | گل محمد        | خواننده                                     |
| میترا حجار        | زن راننده      |                                             |
| گوهر خیراندیش     | ننه صغرا       | مادر جمشید                                  |
| سامان صفاری       | فرهاد          | خواهر زاده اسدی،نامزد لیزا                  |
| احمد سمنار        | وفا            | صاحب باغ، دشمن اسدی، شوهر مریم و پدر یاسمین |
| نادر مشایخی       | اسدی           | دشمن وفا                                    |
| رنه اشتولز        | یاسمین         | دختر وفا و مریم                             |
| محسن حسینی        | یوهانس         | خدمتکار وفا و یاسمین                        |
| آزاده اسماعیل‌خانی |                | زن گل محمد                                  |